# Eugen Dühring
Eugen Karl Dühring (12. leden 1833 Berlín – 21. září 1921 Nowawes) byl německý filozof a ekonom. Jeho ekonomické teorie stály na díle Friedricha Lista. Ve svém díle agresivně útočil na kapitalismus, liberalismus, marxismus, křesťanství a židovství. Známý se stal především reakcemi, které to vyvolalo: Friedrich Engels napsal známý spis Anti-Dühring, Theodor Herzl Dühringa označil za vynálezce nové, rasistické větve antisemitismu, a tvrdil, že právě četba Dühringa ho přivedla k založení sionismu.